# Pasi Ilmari Jääskeläinen
Pasi Ilmari Jääskeläinen, né le 30 juin 1966 à Jyväskylä, en Finlande est un écrivain et professeur de lettres finlandais.

## Biographie
Il écrit des romans et nouvelles relevant du réalisme magique. 
Son premier recueil de nouvelles, Missä junat kääntyvät (2000), a reçu le prix Tähtivaeltaja, et son premier roman, Lumikko (2006), a été traduit dans de nombreux pays.
Avec d'autres écrivains fantastiques, il a fondé un groupe d'auteurs se reconnaissant dans le concept de reaalifantasia, désignant un mélange de réalisme et de fantastique qui vise à transcender les frontières des genres littéraires.
Pasi Ilmari Jääskeläinen enseigne le finnois et la littérature au lycée de Jyväskylä.

## Ouvrages

### En finnois
- Missä junat kääntyvät, Tampereen science fiction -seura, 2000 (ISBN 952-5211-04-5)
- Lumikko ja yhdeksän muuta, Atena (fi), 2006 (ISBN 978-951-796-451-7)
- Taivaalta pudonnut eläintarha, Atena, 2008 (ISBN 978-951-796-512-5)
- Harjukaupungin salakäytävät, Atena, 2010 (ISBN 978-951-796-645-0)
- Sielut kulkevat sateessa, Atena, 2013, 550 p. (ISBN 978-951-796-926-0)

### Traductions en français
- Lumikko [« Lumikko ja yhdeksän muuta »]  (trad. du finnois par Martin Carayol), Paris, Éditions de l'Ogre, 2016, 416 p. (ISBN 979-10-93606-35-4)[2]

### Anthologies
- Leena Griinari, Pirjo Mäkelä, Päivi Taussi-Forsman (ed.), Päin näköä, Laatusana, 2001
- Anna Malmio, Mervi Murto (ed.), Myös näin voi elää : Eurooppalaisia nykynovelleja, WSOY, 2005

## Prix et récompenses
- Prix Atorox, 2012 (Kirje Lethelle)
- Prix Kuvastaja, 2011 (Harjukaupungin salakäytävät)
- Prix Kuvastaja, 2007 (Lumikko ja yhdeksän muuta)
- Prix Atorox, 2000 (Oi niitä aikoja: elämäni kirjastonhoitajattaren kanssa)
- Prix Tähtivaeltaja, 2000 (Missä junat kääntyvät)
- Prix Atorox, 1999 (Pinnan alla Toiseus piilee)
- Prix Atorox, 1998 (Missä junat kääntyvät)